# 鸽笼白
鸽笼白葡萄（英語：Colombard，北美又称法国鸽笼白 ）是一種法国白葡萄品种，是白诗南和高艾白的混種後代。  这使得该葡萄成为Armagnac Meslier-Saint-François和几乎灭绝的干邑葡萄Balzac blanc的近亲。 
法国境內通常種植在夏朗德和加斯科涅，分别用于蒸馏成干邑和雅文邑葡萄酒。，加斯科尼的地区餐酒和加斯科涅弗洛克允许的白葡萄品种之一。 。
加州北部的一些生产商将鸽笼白老藤生长的葡萄压碎，制有浓郁果香的白葡萄酒，具有干型和甜型两种风味。鸽笼白主要生长在加利福尼亚州，由于其天然的酸性特性，为白“壶酒”混酿提供了主要材料。
鸽笼白在南非广泛种植，在那里它被称为科伦巴（Columbar) ，在澳大利亚和以色列也有少量种植。